# Pestszentimre felső megállóhely
A Pestszentimre felső megállóhely egy budapesti vasúti megállóhely, melyet a MÁV üzemeltet. Pestszentimre északi (ezen belül Újpéteritelep városrész nyugati) peremén helyezkedik el, majdnem közvetlenül a Nagykőrösi út (tulajdonképpen a 4601-es út XVIII. kerületi szakasza) mellett; onnan, a párhuzamos Vasút utcából és a mindkettőt keresztező Kettős-Körös utcából is elérhető.
Áthaladó vasútvonalak:
- Budapest–Lajosmizse–Kecskemét-vasútvonal (142)

## Története
A megállóhely 1911. december 24-én létesült Pestszentimre lakott területének északi peremén. Dél felől a település, észak felől a egy szeméttelep, nyugatról pedig egy legelő határolta. A megállóhely Budapest felőli végén keresztezte a 142-es vasútvonalat az ún. Nagy-Burma vasút vágánya. Kezdetben a vasúti infrastruktúrát mindössze egy őrház jelentette, ahonnan a vasutasok a sorompókat és a vasúti kereszteződést védő jelzőket kezelték. Később közvetlenül az őrház mellett egy váróterem is létesült.
A második világháború és a rendszerváltás közötti időben a megállóhely nevéből elhagyták a szent kifejezést, a menetrendekben mindössze Pestimre felső néven vezették.
1958-ban közvetlenül a megállóhely mellé építették az 51-es villamos kétvágányos forgalmi kitérőjét és megállóhelyét, amely a Pestimre felső MÁV vasútállomás nevet kapta. Az állomás kezdetben végállomása volt a villamosnak, majd a vonal továbbépítése után (1960-tól) kezdve közbenső megállója. A megállóhely 1983-ig működött, akkor az M5-ös autópálya építése miatt villamost megszüntették. A síneket felszedték, de a villamos peronjának egy része még a 2000-es években is látható volt a vasúti peronnal szemben.

## Megközelítés budapesti tömegközlekedéssel
- Busz:  54, 55, 84E, 89E, 294E
- Éjszakai busz:  994

## Forgalom
| Járat | Útvonal | Gyakoriság                   |
| ----- | --- | ---------------------------- |
| S21   | Budapest-Nyugati – Zugló – Kőbánya alsó – Kőbánya-Kispest – Kispest – Pestszentimre felső – Pestszentimre – Gyál felső – Gyál – Felsőpakony – Ócsa – Inárcs-Kakucs – Dabas – (Gyón – Hernád – Örkény – Táborfalva – Felsőlajos – Lajosmizse – Lajosmizse alsó – Klábertelep – Felsőméntelek – Méntelek – Alsóméntelek – Nagynyír – Hetényegyháza – Úrihegy – Miklóstelep – Kecskemét-Máriaváros – Kecskemét alsó – Kecskemét) | Óránként                     |
| S21   | Ócsa → Felsőpakony → Gyál → Gyál felső → Pestszentimre → Pestszentimre felső → Kispest → Kőbánya-Kispest | Munkanapokon 2 Budapest felé |